# 千葉県立つくし特別支援学校
千葉県立つくし特別支援学校は、千葉県松戸市金ケ作にある公立特別支援学校。松戸特別支援学校とは異なり、知的障害者を対象とする。
　　

## 沿革
- 1973年4月 - 松戸市立小金小学校分校として設置。
- 1975年4月 -　県立に移管、千葉県立松戸養護学校つくし分校開設。
- 1978年4月 − 千葉県立松戸つくし養護学校として独立。
- 2007年4月 - 現在の校名に変更。